# Recarei
Recarei is een plaats (freguesia) in de Portugese gemeente Paredes en telt 4686 inwoners (2001).